# Musikalische Komödie

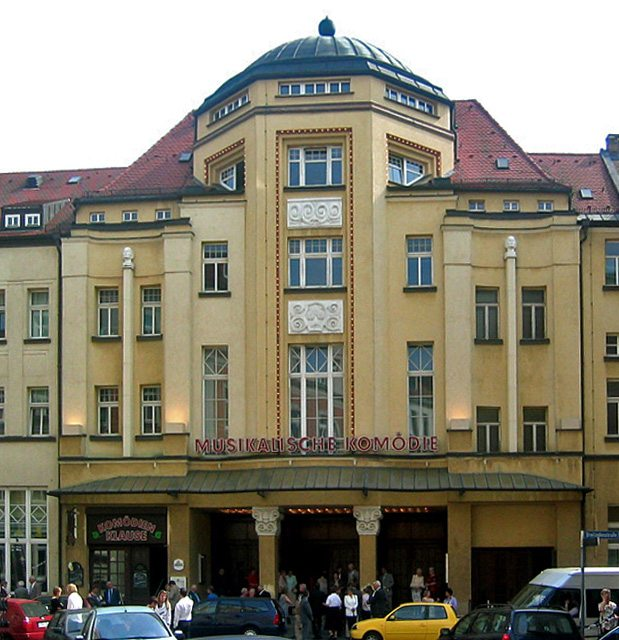
Die Musikalische Komödie im Haus Dreilinden

Die Musikalische Komödie (umgangssprachlich MuKo) ist ein Operetten- und Musicaltheater in Leipzig. Ihre Spielstätte befindet sich im Stadtteil Lindenau im Haus Dreilinden, das oft selbst auch als Musikalische Komödie bezeichnet wird. Sie ist eine der drei Sparten der Oper Leipzig. Sie verfügt aber über ein eigenes Ensemble mit Solisten, Chor, Ballettgruppe und Orchester. Aufgrund dessen und ihrer eigenen Spielstätte wird sie in der Öffentlichkeit als eigenständige kulturelle Einrichtung wahrgenommen. Ihr Repertoire reicht von der Spieloper über das Hauptgebiet Operette bis zum Musical.

## Geschichte

### Haus Dreilinden

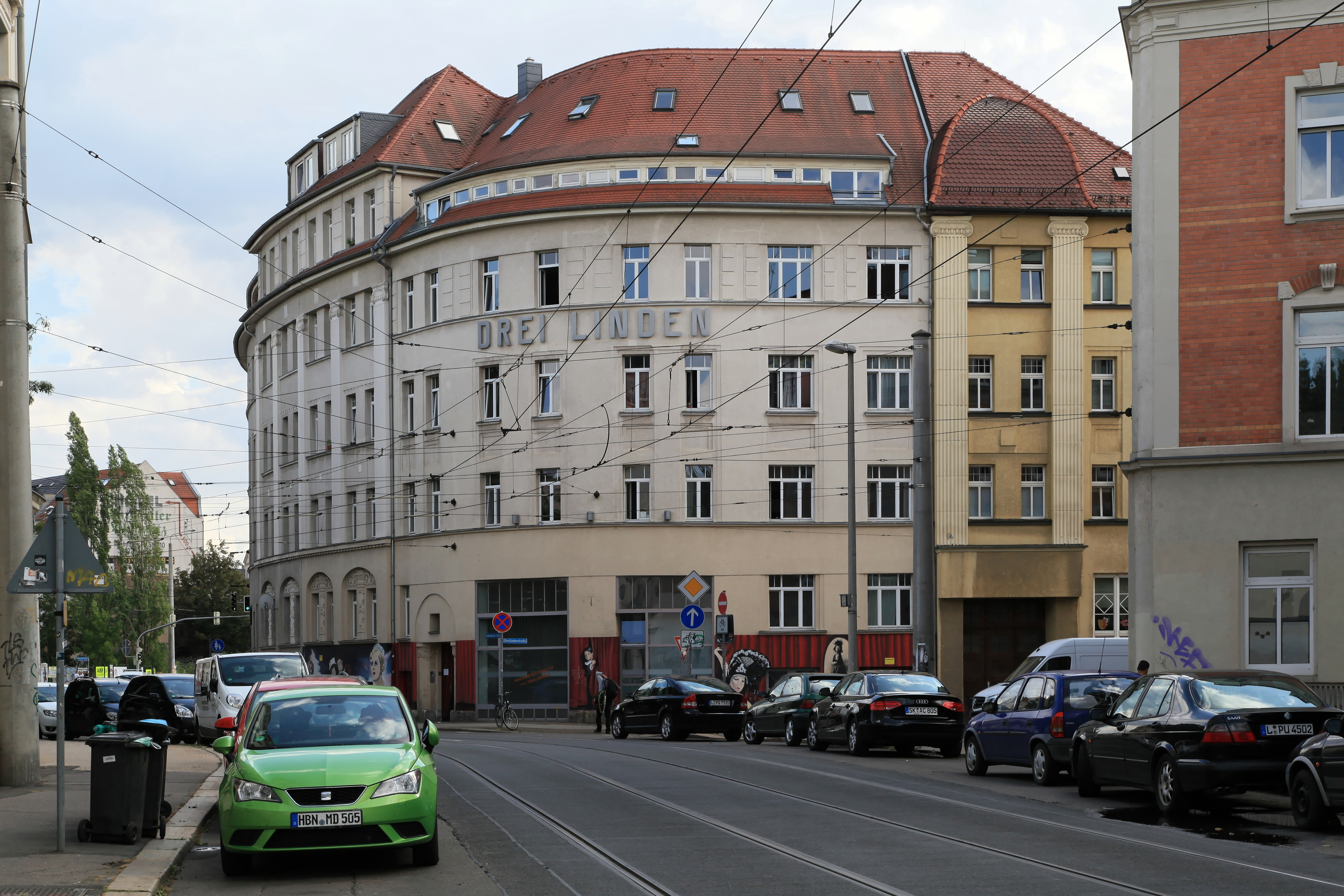
Eckhaus Zschochersche-/Dreilindenstraße

Erstmals 1495 wurde in Lindenau etwa an der Stelle der jetzigen Musikalischen Komödie der älteste Gasthof Lindenaus erwähnt, der ab dem Beginn des 18. Jahrhunderts den Namen Drei Linden führte und in dem Napoleon Bonaparte nach der Völkerschlacht übernachtet haben soll. Schon vor 1900 hatte der Gasthof einen Biergarten, der als beliebtes Ausflugsziel der Leipziger galt und in dem im Sommer auch Theater gespielt wurde.
Anfang des 20. Jahrhunderts wurde der Gasthof abgerissen und der Bogen Dreilindenstraße/Zschochersche Straße/Lützener Straße mit vierstöckigen Wohnhäusern bebaut. Im Hofbereich dieses Ensembles errichtete 1912 die Brauerei C. W. Naumann nach einem Entwurf des Architekten Otto Gerstenberger einen Saalbau als prunkvollen Konzert- und Ballsaal mit 3.000 Plätzen. Der Saal besaß eine kleine Bühne und auf den Emporen ein Weinlokal und eine sogenannte Bierschwemme. Er wurde ab 1913 als Varieté Drei Linden genutzt. Sein ebenfalls mit Gastronomie bestückter Zugangsbau befand sich in der Dreilindenstraße. Ein Umbau 1918 war auf die weitere Nutzung als großstädtisches Varieté ausgerichtet.
Da zum Ende des Zweiten Weltkrieges  alle im Innenstadtbereich gelegenen Theater zerstört oder schwer beschädigt worden waren, wurde der Saal von 1945 bis 1960 als Ausweichspielstätte der Oper Leipzig genutzt. 1952 wurde bei einem Umbau des Hauses versucht, der Gewährleistung minimaler Anforderungen an ein Operntheater Genüge zu tun. Mit der Fertigstellung des Opernhauses am Karl-Marx-Platz 1960 wurde der Saal für das Operettentheater frei.
Das Haus verfügte zum Jahrtausendwechsel über 529 Plätze. Obwohl seit 1992 auf zahlreichen Gebieten Rekonstruktionen durchgeführt wurden, waren die Emporen lange nicht nutzbar. Wesentliche Verbesserungen für die Künstler, z. B. in den Garderoben, bringen seit 2014 laufende Baumaßnahmen unter Einbeziehung eines Nachbargebäudes. Im April 2018 wurde im Leipziger Stadtrat eine umfassende Sanierung der Musikalischen Komödie beschlossen. Von Juli 2019 bis Mai 2021 wurde das Haus für eine umfangreiche Modernisierung des Zuschauerraum mit Orchestergraben geschlossen. Die hinteren Emporen wurden entfernt und der Zuschauerbereich neu gestaltet. Nach der mit 7,6 Millionen Euro veranschlagten Sanierungsmaßnahme liegt die Platzkapazität nun bei 640. Als Interim während des Umbaus diente das Leipziger Westbad, wo 480 Sitzplätze bereitgestellt wurden.

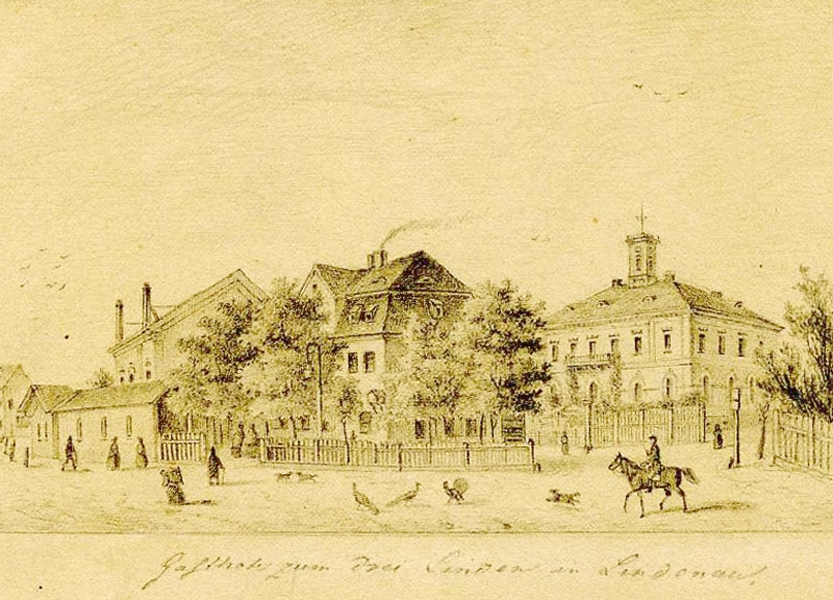
Der Gasthof Drei Linden um 1870
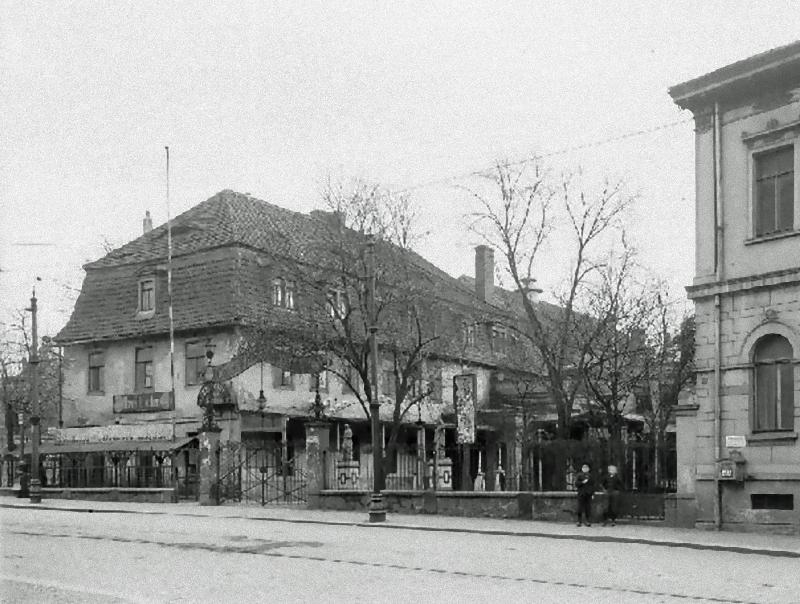
Der Gasthof Drei Linden vor 1907
Postkarte aus den neuen Drei Linden
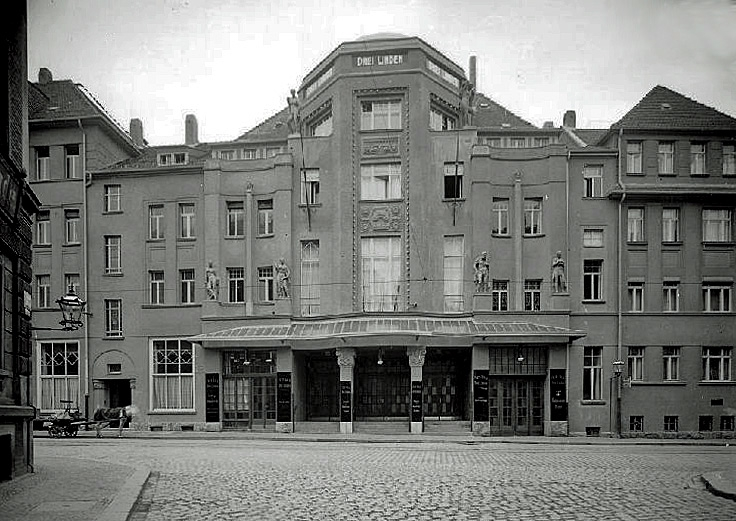
Das Varieté Drei Linden um 1920

### Das Theater
Die Historie des Leipziger Operettentheaters reicht über die der Musikalischen Komödie hinaus. Neben den Operettenaufführungen im Alten Theater etablierte sich 1906 in dem 1901/1902 erbauten Komplex des Centraltheaters am Thomasring (heute Dittrichring) das Operettentheater am Thomasring. 1912 ging das Theater in städtische Trägerschaft über. In den 20er und 30er Jahren wurden – häufig unter dem Dirigat der Komponisten – Werke von Franz Lehár, Paul Abraham, Robert Stolz, Ralph Benatzky, Paul Lincke und anderen Meistern der Operette aufgeführt und traten bedeutende Interpreten dieses Genres wie Johannes Heesters auf. Das Theater wurde bis zu seiner schweren Beschädigung im Zweiten Weltkrieg betrieben.
Nach dem Krieg hatte das Ensemble in einem Saalbau am Lindenauer Markt, dem späteren Haus der Volkskunst, ein vorläufiges Unterkommen gefunden. Es stellte mit Solisten, Chorsängern, Tänzern und Orchestermusikern den Stamm des nach dem Auszug der Oper aus dem Haus Dreilinden 1960 entstehenden zweiten städtischen Musiktheaters. Dieses hieß Kleines Haus Dreilinden und stand unter der Leitung des Regisseurs Erhard Fischer. Klassische Operette und besonders die Pflege der Werke von Jacques Offenbach bildeten das Rückgrat des Repertoires. Auch das zeitgenössische Schaffen des Heiteren Musiktheaters wurde gemäß dem Kulturauftrag mit wechselnden Erfolgen gepflegt. Uraufführungen waren Rund ist die Welt von Wolfram Heicking am 15. Februar 1963, Urlaub ins Glück von Stefan Kerst am 15. Februar 1963, Die Wette des Mister Fogg (nach Reise um die Erde in 80 Tagen von Jules Verne) von Alo Koll, Inszenierung: Erwin Leister, am 30. September 1971, Olala, Mademoiselle (nach Madame Favart von Jacques Offenbach) von Conny Odd am 30. Juni 1972, am 15. Juni 1974 dirigierte Gerd Natschinski die Premiere seines Musicals Terzett, danach Keep Smiling von Harry Sander und Aphrodite und der sexische Krieg von Gerhard Kneifel am 30. April 1976.
1965 wurde Wolfgang Weit neuer Künstlerischer Leiter und ab 1968 Direktor des Hauses, das sich ab diesem Jahr Musikalische Komödie nannte. Werke verschiedener musikalischer Genres, Spieloper, Operette und Werke des 20. Jahrhunderts, u. a. Aufstieg und Fall der Stadt Mahagonny (Inszenierung Joachim Herz, 1967), kamen zur Aufführung. Jetzt wurden auch die klassischen Broadway-Musicals, wie Kiss Me, Kate, My Fair Lady oder Can Can gezeigt. Aber auch neuere wie Sweet Charity, Inszenierung: Erwin Leister, kamen ins Programm.
1983 übernahm Klaus Winter die Direktion mit einer Hinwendung zur Wiener Operette und hier besonders zu Johann Strauss und Robert Stolz. Die Robert-Stolz-Pflege war insbesondere Anliegen und Verdienst von Roland Seiffarth, der seit 1978 Musikalischer Oberleiter und Chefdirigent an der Musikalischen Komödie war, er rehabilitierte auch den Operetten-Komponisten Friedrich Schröder mit der Aufführung von dessen Oper Das Bad auf der Tenne 1980.
Nach der Entflechtung des Leipziger „Theaterkonzerns“ nach der Wende von 1989 und kurzer Selbständigkeit der Musikalischen Komödie wurde diese 1990 künstlerisch eigenständiger Bestandteil der Oper Leipzig (im Rahmen eines Mehrspartentheaters) unter der Intendanz von Udo Zimmermann. Erste Direktorin unter dieser Konstellation war Ballettmeisterin Monika Geppert.
Seit der Spielzeit 2015/16 ist Cusch Jung Chefregisseur der Musilkalischen Komödie. Dort inszenierte er die europäische Erstaufführung von Alfred Uhrys Musical LoveMusik über das Leben Kurt Weills und Lotte Lenyas, in dem Jung auch die Rolle des Bertolt Brecht übernahm. Weitere Inszenierungen in Leipzig waren u. a. das Musical Dracula von Frank Wildhorn, Gilbert & Sullivans Die Piraten von Penzance, Leonard Bernsteins On the Town und Giacomo Puccinis La fanciulla del West.
Gegenwärtig ist Tobias Wolff Intendant der Oper Leipzig und folglich auch der Musikalischen Komödie. Betriebsdirektor der MuKo ist Torsten Rose. Das Ensemble der Musikalischen Komödie besteht aus 14 Sängerinnen und Sängern, 48 Musikern des Orchesters, 25 Chormitgliedern und 15 Tänzerinnen und Tänzern.